# Lijst van ridders in de Kroonorde
Dit is een lijst van ridders in de Kroonorde over wie een artikel in de Nederlandstalige Wikipedia is opgenomen. Belgen zijn opgenomen onder het tussenvoegsel van hun naam.

## A
- Koen Anciaux

## B
- Plastic Bertrand
- Louis Paul Boon

## C
- Peter Colfs
- Augusta Chiwy
- Hugo Claus

## D
- Greet De Keyser (2023)[1]
- Mozes Isaac Duparc

## H
- André Hallet

## J
- Magda Janssens (1955)

## L
- Mark Liebrecht (1966)
- Lio
- Arie Rijk van Loon
- Gerard-Joseph Lanneau

## M
- Maurane

## N
- Staf Nimmegeers

## P
- Esther Perel (2022)[2]

## S
- Bobbejaan Schoepen
- Bob Scholte
- Björn Soenens (2023)[1]

## U
* Pierre Ubachs

## V
- Jef Valkeniers
- Irène Van der Bracht
- Harry van der Putt